# باشگاه فوتبال متالیست خارکوف
باشگاه فوتبال متالیست خارکوف (به اوکراینی: ФК «Металіст» Харків) باشگاه فوتبال اوکراینی است که در شهر خارکوف قرار دارد و هم‌اکنون در لیگ برتر فوتبال اوکراین بازی می‌کند.
این باشگاه در سال ۱۹۲۵ میلادی تأسیس شده‌است.

## افتخارات
- لیگ برتر فوتبال اوکراین
  - نایب قهرمان (۱): ۲۰۱۲–۱۳
  - مقام سوم (۶): ۲۰۰۶–۰۷, ۲۰۰۷–۰۸ (گرفته شد), ۲۰۰۸–۰۹, ۲۰۰۹–۱۰, ۲۰۱۰–۱۱, ۲۰۱۱–۱۲, ۲۰۱۳–۱۴
- جام حذفی فوتبال اوکراین
  - نایب قهرمان (۱): ۱۹۹۲